# Liste des parcs de New York nommés d'après les individus et la culture juifs
 (février 2020).
Dans le système de parcs géré par la ville de New York, il existe de nombreux parcs qui portent soit le nom d’individus juifs, soit des monuments liés à leur culture et à leur histoire.

## Manhattan
- Abe Lebewohl Park[1],[2]
- Asser Levy Recreation Center[3]
- Baruch Playground[4],[5]
- Bella Abzug Park[6],[7]
- Gustave Hartman Triangle[8],[9]
- Jacob H. Schiff Playground[10]
- Schiff Malls[11],[12],[13]
- Jacob Joseph Playground[14],[15]
- Jacob K Javits Playground[16]
- Montefiore Park[17]
- Nathan Straus Playground[18]
- Straus Park[19]
- Straus Square[20]
- Peretz Square[21],[22]
- Sidney Hillman Playground[23]
- Sol Bloom Playground[24]
- Sol Lain Playground[25]
- Sophie Irene Loeb Playground[26]
- Stanley Isaacs Playground[27]
- Vladeck Park[28]
- American Memorial to Six Million Jews of Europe (Riverside Park)[29]
- Charles and Murray Gordon memorial (Fort Washington Park)[30]
- Emma Lazarus Memorial Plaque (Battery Park)[31]
- Jerusalem Grove (Battery Park)[32]
- The Immigrants Sculpture (Battery Park)[33]
- Gertrude Stein monument (Bryant Park)[34],[35]
- Jewish Tercentenary Monument (Peter Minuit Plaza)[36]
- Loeb Memorial Fountain (Central Park)[37],[38]
- Schiff Fountain (Seward Park)[39]

## Bronx
- Ben Abrams Playground[40]
- Hank Greenberg Ballfield[41]
- Heinrich Heine Fountain (Joyce Kilmer Park)[42]
- Keltch Park[43],[44]
- Netanyahu Memorial (Pelham Parkway)[45],[46]

## Brooklyn
- Alben Triangle[47],[48]
- Asser Levy Park[49]
- Babi Yar Triangle[50]
- Colonel David Marcus Playground[51],[52]
- Harold W. Cohn Memorial Square[53]
- Kolbert Playground[54]
- Harry Maze Playground[55]
- Holocaust Memorial Park[56]
- Jacob Joffe Field[57]
- Kaiser Park[58]
- Rapaport Playground[59]
- Sobel Green[60]
- Zion Triangle[61]

## Queens
- Cardozo Playground[62]
- Federoff Triangle[63],[64]
- Gwirtzman Triangle[65],[66]
- Haym Salomon Square[67]
- Ilse Metzger Sitting Area (Flushing Meadows-Corona Park)[68]
- Sobelsohn Playground[69]
- Rabbi Kirshblum Triangle[70]
- Wallenberg Square[71]
- Job Sculpture (Forest Park)[72]
- Theodor Herzl Memorial (Freedom Square)[73]
- Yitzchak Rabin Walk (Flushing Meadows-Corona Park)[74]

## Staten Island
- Levy Playground[75]

1. ↑  « Abe Lebewohl Park : NYC Parks », New York City Department of Parks and Recreation (consulté le 21 février 2020)
2. ↑  « Remembering a Deli Man : New York Times », New York Times (consulté le 21 février 2020)
3. ↑  « Asser Levy Recreation Center : NYC Parks », New York City Department of Parks and Recreation (consulté le 21 février 2020)
4. ↑  « Baruch Playground : NYC Parks », New York City Department of Parks and Recreation (consulté le 21 février 2020)
5. ↑  « East River Park : Forgotten New York », Forgotten New York (consulté le 21 février 2020)
6. ↑  « Bella Abzug Park : NYC Parks », New York City Department of Parks and Recreation (consulté le 21 février 2020)
7. ↑  « Hidden Hudson Yards : Forgotten New York », Forgotten New York (consulté le 21 février 2020)
8. ↑  « Gustave Hartman Triangle : NYC Parks », New York City Department of Parks and Recreation (consulté le 21 février 2020)
9. ↑  « Heart Attack Fatal to Ex-judge Hartman : Jewish Telegraphic Agency », Jewish Telegraphic Agency (consulté le 21 février 2020)
10. ↑  « Jacob H. Schiff Playground : NYC Parks », New York City Department of Parks and Recreation (consulté le 21 février 2020)
11. ↑  « Schiff Malls : NYC Parks », New York City Department of Parks and Recreation (consulté le 21 février 2020)
12. ↑  « Sara D Roosevelt Park : Forgotten New York », Forgotten New York (consulté le 21 février 2020)
13. ↑  « 40,000 HONOR SCHIFF AT PARKWAY OPENING; Mayor and Officials Eulogize Philanthropist at Dedication of Memorial Street" New York Times : New York Times », New York Times (consulté le 21 février 2020)
14. ↑  « Jacob Joseph Playground : NYC Parks », New York City Department of Parks and Recreation (consulté le 21 février 2020)
15. ↑  « The Character Of Rabbi Jacob Joseph : Jewish Press », Jewish Press (consulté le 21 février 2020)
16. ↑  « Jacob K Javits Playground : NYC Parks », New York City Department of Parks and Recreation (consulté le 21 février 2020)
17. ↑  « Montefiore Park : NYC Parks », New York City Department of Parks and Recreation (consulté le 21 février 2020)
18. ↑  « Nathan Straus Playground : NYC Parks », New York City Department of Parks and Recreation (consulté le 21 février 2020)
19. ↑  « Straus Park : NYC Parks », New York City Department of Parks and Recreation (consulté le 21 février 2020)
20. ↑  « Straus Square: NYC Parks », New York City Department of Parks and Recreation (consulté le 21 février 2020)
21. ↑  « Peretz Square : NYC Parks », New York City Department of Parks and Recreation (consulté le 21 février 2020)
22. ↑  « One on One : Forgotten-NY », Forgotten New York (consulté le 21 février 2020)
23. ↑  « Sidney Hillman Playground : NYC Parks », New York City Department of Parks and Recreation (consulté le 21 février 2020)
24. ↑  « Sol Bloom Playground : NYC Parks », New York City Department of Parks and Recreation (consulté le 21 février 2020)
25. ↑  « Sol Lain Playground : NYC Parks », New York City Department of Parks and Recreation (consulté le 21 février 2020)
26. ↑  « Sophie Irene Loeb Playground : NYC Parks », New York City Department of Parks and Recreation (consulté le 21 février 2020)
27. ↑  « Stanley Isaacs Playground : NYC Parks », New York City Department of Parks and Recreation (consulté le 21 février 2020)
28. ↑  « Vladeck Park : NYC Parks », New York City Department of Parks and Recreation (consulté le 21 février 2020)
29. ↑  « American Memorial to Six Million Jews of Europe : NYC Parks », New York City Department of Parks and Recreation (consulté le 21 février 2020)
30. ↑  « Charles and Murray Gordon memorial : NYC Parks », New York City Department of Parks and Recreation (consulté le 21 février 2020)
31. ↑  « Emma Lazarus Memorial Plaque : NYC Parks », New York City Department of Parks and Recreation (consulté le 21 février 2020)
32. ↑  « Jerusalem Grove : NYC Parks », New York City Department of Parks and Recreation (consulté le 21 février 2020)
33. ↑  « The Immigrants Sculpture : NYC Parks », New York City Department of Parks and Recreation (consulté le 21 février 2020)
34. ↑  « Gertrude Stein monument : NYC Parks », New York City Department of Parks and Recreation (consulté le 21 février 2020)
35. ↑  « Bryant Park : Forgotten New York », Forgotten New York (consulté le 21 février 2020)
36. ↑  « Jewish Tercentenary Monument : NYC Parks », New York City Department of Parks and Recreation (consulté le 21 février 2020)
37. ↑  « Loeb Memorial Fountain : NYC Parks », New York City Department of Parks and Recreation (consulté le 21 février 2020)
38. ↑  « The 1936 Sophie Loeb Fountain -- Central Park : Daytonian in Manhattan », Daytonian in Manhattan (consulté le 21 février 2020)
39. ↑  « Schiff Fountain: NYC Parks », New York City Department of Parks and Recreation (consulté le 21 février 2020)
40. ↑  « Ben Abrams Playground: NYC Parks », New York City Department of Parks and Recreation (consulté le 21 février 2020)
41. ↑  « Hank Greenberg Ballfield: NYC Parks », New York City Department of Parks and Recreation (consulté le 21 février 2020)
42. ↑  « Heinrich Heine Fountain: NYC Parks », New York City Department of Parks and Recreation (consulté le 21 février 2020)
43. ↑  « Keltch Park: NYC Parks », New York City Department of Parks and Recreation (consulté le 21 février 2020)
44. ↑  « WWII veteran’s Purple Heart returned to family in Keltch Park: News12 Bronx », News12 Bronx (consulté le 21 février 2020)
45. ↑  « Netanyahu Memorial: NYC Parks », New York City Department of Parks and Recreation (consulté le 21 février 2020)
46. ↑  « Bronx Street is Named to Honor Slain Entebbe‐Raid Commander: New York Times », New York Times (consulté le 21 février 2020)
47. ↑  « Alben Triangle : NYC Parks », New York City Department of Parks and Recreation (consulté le 21 février 2020)
48. ↑  « Alben Square : Forgotten New York », Forgotten New York (consulté le 21 février 2020)
49. ↑  « Asser Levy Park : NYC Parks », New York City Department of Parks and Recreation (consulté le 21 février 2020)
50. ↑  « Babi Yar Triangle : NYC Parks », New York City Department of Parks and Recreation (consulté le 21 février 2020)
51. ↑  « Colonel David Marcus Playground : NYC Parks », New York City Department of Parks and Recreation (consulté le 21 février 2020)
52. ↑  « MARCUS HONORED IN 3 CEREMONIES; Playground Is Named for Hero of U.S. and Israeli Armies -O'Dwyer, Truman Laud Him : New York Times », New York Times (consulté le 21 février 2020)
53. ↑  « Harold W. Cohn Memorial Square : NYC Parks », New York City Department of Parks and Recreation (consulté le 21 février 2020)
54. ↑  « Kolbert Playground : NYC Parks », New York City Department of Parks and Recreation (consulté le 21 février 2020)
55. ↑  « Harry Maze Playground : NYC Parks », New York City Department of Parks and Recreation (consulté le 21 février 2020)
56. ↑  « Holocaust Memorial Park : NYC Parks », New York City Department of Parks and Recreation (consulté le 21 février 2020)
57. ↑  « Jacob Joffe Field : NYC Parks », New York City Department of Parks and Recreation (consulté le 21 février 2020)
58. ↑  « Kaiser Park : NYC Parks », New York City Department of Parks and Recreation (consulté le 21 février 2020)
59. ↑  « Rapaport Playground : NYC Parks », New York City Department of Parks and Recreation (consulté le 21 février 2020)
60. ↑  « Sobel Green : NYC Parks », New York City Department of Parks and Recreation (consulté le 21 février 2020)
61. ↑  « Zion Triangle : NYC Parks », New York City Department of Parks and Recreation (consulté le 21 février 2020)
62. ↑  « Cardozo Playground : NYC Parks », New York City Department of Parks and Recreation (consulté le 21 février 2020)
63. ↑  « Federoff Triangle : NYC Parks », New York City Department of Parks and Recreation (consulté le 21 février 2020)
64. ↑  « Rediscovering the history of Federoff Triangle : Queens Ledger », Queens Ledger (consulté le 21 février 2020)
65. ↑  « Gwirtzman Triangle : NYC Parks », New York City Department of Parks and Recreation (consulté le 21 février 2020)
66. ↑  « MAYOR GIULIANI CONSIDERS LEGISLATION THAT WOULD CREATE "LEROY H. GWIRTZMAN TRIANGLE" IN THE BOROUGH OF QUEENS : Archives of the Mayor's Press Office », Archives of the Mayor's Press Office (consulté le 21 février 2020)
67. ↑  « Haym Salomon Square : NYC Parks », New York City Department of Parks and Recreation (consulté le 21 février 2020)
68. ↑  « Ilse Metzger Sitting Area : NYC Parks », New York City Department of Parks and Recreation (consulté le 21 février 2020)
69. ↑  « Sobelsohn Playground : NYC Parks », New York City Department of Parks and Recreation (consulté le 21 février 2020)
70. ↑  « Rabbi Kirshblum Triangle : NYC Parks », New York City Department of Parks and Recreation (consulté le 21 février 2020)
71. ↑  « Wallenberg Square : NYC Parks », New York City Department of Parks and Recreation (consulté le 21 février 2020)
72. ↑  « Job Sculpture : NYC Parks », New York City Department of Parks and Recreation (consulté le 21 février 2020)
73. ↑  « Theodor Herzl Memorial: NYC Parks », New York City Department of Parks and Recreation (consulté le 21 février 2020)
74. ↑  « Yitzchak Rabin Walk : NYC Parks », New York City Department of Parks and Recreation (consulté le 21 février 2020)
75. ↑  « Levy Playground : NYC Parks », New York City Department of Parks and Recreation (consulté le 21 février 2020)